# Loaded (The Velvet Underground)
Loaded is het vierde en de facto laatste studioalbum van de Amerikaanse experimentele rockgroep The Velvet Underground uit 1970.

## Achtergrond
In 1970 verliet The Velvet Underground het platenlabel MGM voor het sublabel Cotillion van Atlantic. Platenbaas Ahmet Ertegün drong Lou Reed erop aan om teksten over seks en drugs achterwege te laten en een album geladen met hits af te leveren, waarvan Reed de albumtitel Loaded afleidde. Bassist Doug Yule had sinds zijn debuut op het vorige album veel invloed in de groep gewonnen en verzorgde de leadzang op vier van de tien nummers. Drummer Maureen Tucker moest de opnames vanwege zwangerschapsverlof laten schieten en werd door verschillende drummers vervangen, waaronder Yule's broer Billy. Desondanks staat Tucker in de hoes gecrediteerd als drummer. Lou Reed en Doug Yule hebben later toegegeven dat het beter was geweest als ze op Tucker hadden gewacht.
Loaded wordt gezien als het meest toegankelijke studioalbum van The Velvet Underground en was het eerste succes van de groep op de commerciële radio. Vlak voor de uitgave van het album stapte Reed echter uit de groep en het duurde niet lang voordat de andere groepsleden volgden, met uitzondering van Doug Yule. In 1973 verscheen nog het studioalbum Squeeze, dat niet als volwaardig VU-album wordt beschouwd.
In 1997 verscheen de heruitgave Fully loaded en in 2015 volgde Loaded 45th anniversary reissue.

## Composities
Alle muziek en teksten zijn geschreven door Lou Reed. 
| Nr. | Titel             | Duur |
| --- | ----------------- | ---- |
| 1.  | Who loves the sun | 2:45 |
| 2.  | Sweet Jane        | 3:18 |
| 3.  | Rock & roll       | 4:44 |
| 4.  | Cool it down      | 3:06 |
| 5.  | New age           | 4:39 |

| 6.                 | Head held high       | 2:58 |
| 7.                 | Lonesome cowboy Bill | 2:45 |
| 8.                 | I found a reason     | 4:17 |
| 9.                 | Train round the bend | 3:22 |
| 10.                | Oh! Sweet nuthin'    | 7:29 |
| Totale duur: 40:35 |                      |      |

## Bezetting
- Lou Reed – zang, gitaar, piano
- Doug Yule – basgitaar, piano, keyboard, gitaar, orgel, zang
- Sterling Morrison – gitaar, achtergrondzang
- Maureen Tucker – drumstel (speelde in werkelijkheid niet mee vanwege zwangerschapsverlof)

Drummers
- Adrian Barber op Who loves the sun en Sweet Jane
- Tommy Castagnaro op Cool it down en Head held high
- Billy Yule op Lonesome cowboy Bill en Oh! Sweet nuthin'